# Talsperre Ghrib
Die Talsperre Ghrib (arabisch سد غريب) liegt in Algerien in der Kommune Oued Chorfa, Provinz Ain Defla. Sie staut den Cheliff zu einem Stausee auf. Die Stadt Médéa befindet sich ca. 20 km nordöstlich der Talsperre.
Die Talsperre wurde von 1927 bis 1941 errichtet. Der Einstau des Stausees erfolgte 1939. Bis 1947 wurden noch weitere Arbeiten an der Talsperre durchgeführt. Sie dient der Bewässerung, der Trinkwasserversorgung und der Stromerzeugung.

## Absperrbauwerk
Das Absperrbauwerk ist ein Staudamm mit einer Höhe von 105 (bzw. 65) m und einer Kronenlänge von 270 m. Das Volumen des Bauwerks beträgt 700.000 m³. Die Wasserseite des Damms ist mit Beton und Bitumen abgedichtet.
Der Staudamm verfügt sowohl über einen Grundablass als auch über eine Hochwasserentlastung. Über den Grundablass können maximal 100 m³/s abgeleitet werden.

## Stausee
Beim normalen Stauziel von 427,5 m (maximal 432,5 m bei Hochwasser) erstreckt sich der Stausee über eine Fläche von rund 12 km² und fasst 280 Mio. m³ Wasser. 2004 betrug der Speicherinhalt 115,3 Mio. m³. Der jährliche Zufluss in den Stausee beträgt rund 148,5 Mio. m³. 1995 war der Stausee zu 48 % verlandet.

## Kraftwerk
Das Kraftwerk Ghrib hat eine installierte Leistung von 7 MW. Das Maschinenhaus liegt am Fuß des Staudamms.